# Evangelische Kirche (Hermeskeil)

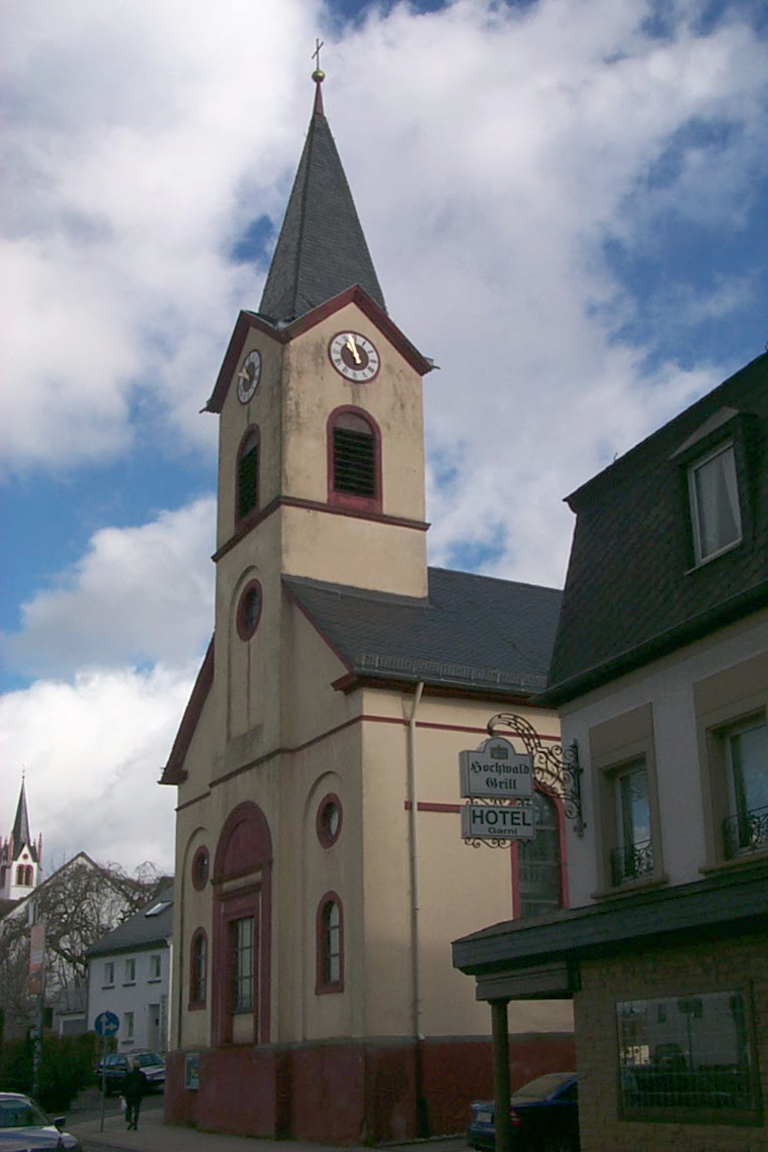
Evangelische Kirche Hermeskeil von Südwesten vor der Renovierung 2000/2001

Die 1853 in zwei Jahren erbaute evangelische Kirche ist eine von drei Kirchen der Kirchengemeinde Hermeskeil-Züsch. Die anderen beiden Kirchen stehen in Züsch und Neuhütten. Die ursprünglich selbstständige Kirchengemeinde in Hermeskeil wurde 1998 mit der Kirchengemeinde Züsch vereinigt. Die evangelische Gemeinde ist eine Diasporagemeinde mit 2600 Mitgliedern in 45 Ortschaften.

## Geschichte

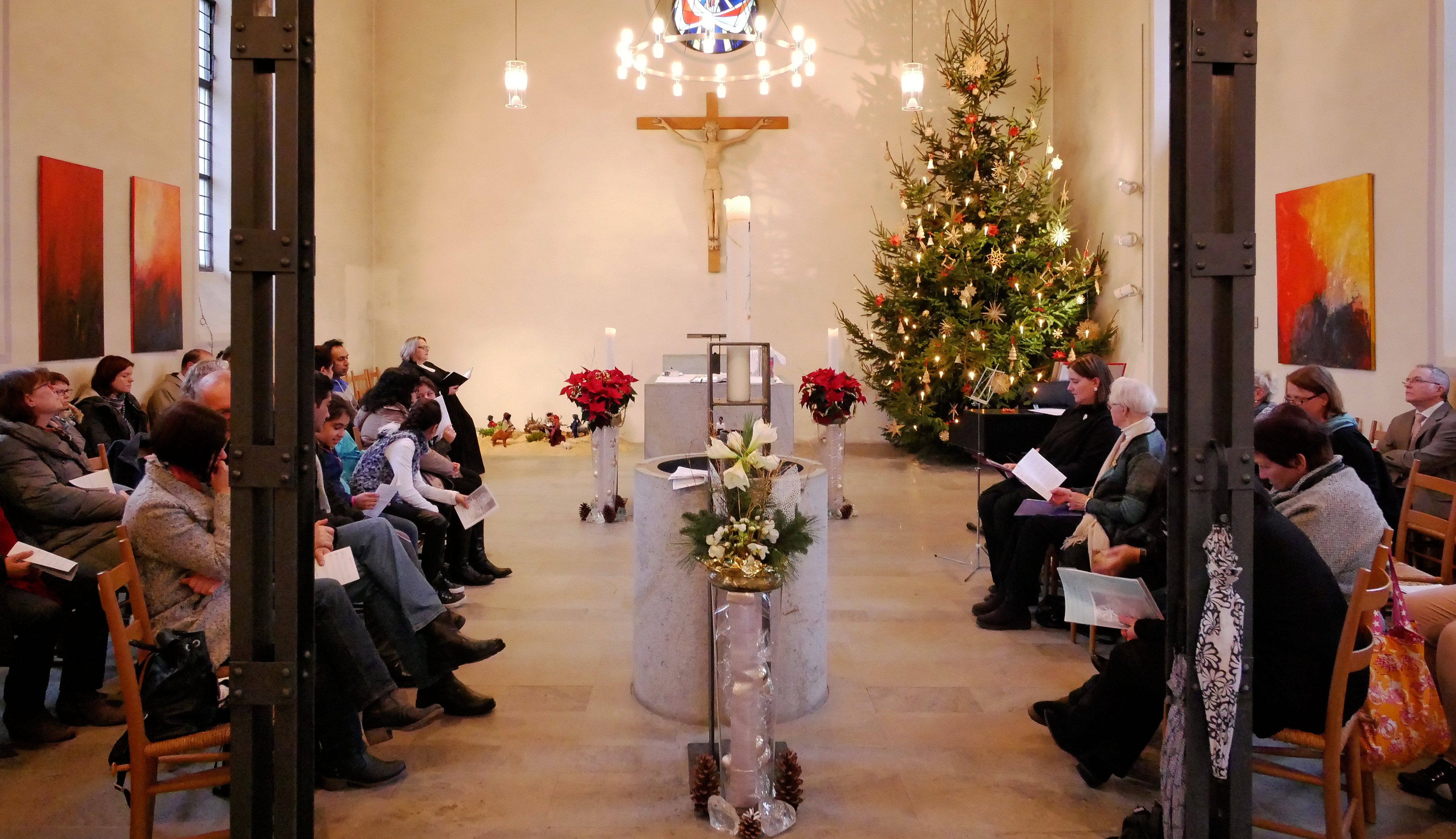
Innenraum mit Weihnachtsschmuck

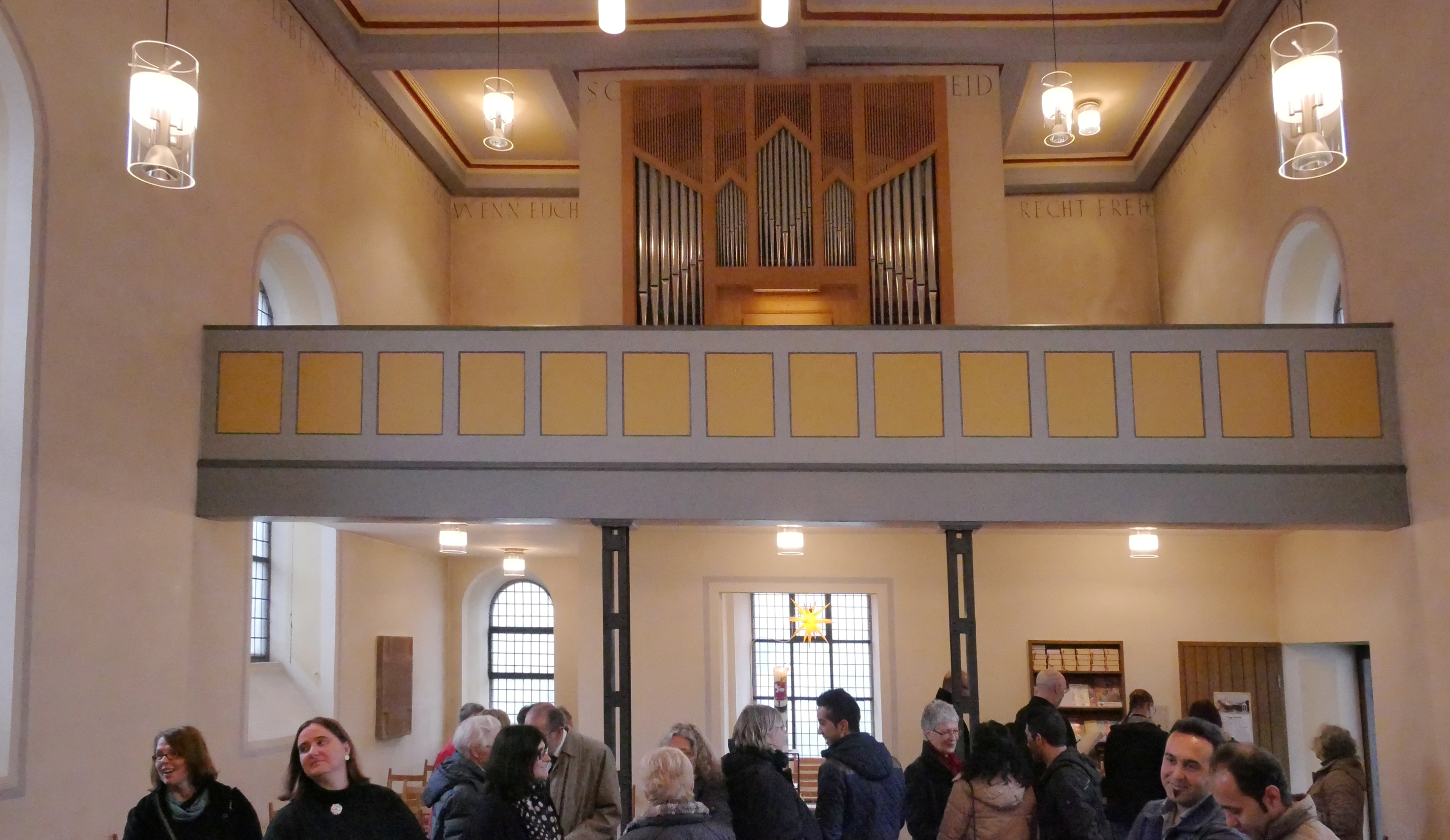
Orgelempore

Die ersten evangelischen Bürger sind in Hermeskeil im Jahr 1807 nachweisbar. Die langsame, aber stetige Entwicklung zu einer evangelischen Kirchengemeinde mit 86 Mitgliedern im Jahr 1849 ist wahrscheinlich auch auf die preußische Verwaltungspolitik zurückzuführen, die auf öffentliche Stellen in einem von einer Konfession bestimmten Bereich Männer der anderen Konfession setzte, um eine persönliche Unabhängigkeit zu erreichen. Die evangelischen Christen in Hermeskeil gehörten zur Kirchengemeinde Trier. Aufgrund der großen Entfernung zu Trier wurden früh Kontakte zur nur 5 km entfernten Kirchengemeinde in Züsch geknüpft, die schließlich auch die eigentlich zur Kirchengemeinde Trier gehörenden evangelischen Christen in Hermeskeil betreute.
Auf Anregung des Hermeskeiler Amtsbürgermeisters Alexander von Konarsky kauften einige evangelische Familien am 18. November 1844 auf eigene Kosten einen Bauplatz an der Straße nach Nonnweiler. Diesen Platz bestimmten sie als ihre Stiftung für ein evangelisches Gotteshaus.
Nachdem das Grundstück für die Kirche angekauft wurde, verpflichtete die preußische Regierung die politische Gemeinde Hermeskeil, Holz und finanzielle Mittel für den Bau einer evangelischen Kirche bereitzustellen. Zusammen mit vielen Spenden von Gemeindegliedern, Unternehmern und auch des Gustav-Adolf-Vereins konnte daraufhin der Kirchbau in Angriff genommen werden. 1852 wurde der Grundstein gelegt und 1853 konnte die Kirche eingeweiht werden. 1854 konnte ein von den Gemeindemitgliedern bezahlter Pfarrverweser eingestellt werden, 1858 erfolgte die staatliche Anerkennung der selbständigen evangelischen Kirchengemeinde Hermeskeil. Nach dem Zweiten Weltkrieg wurde das südliche Gebiet der Kirchengemeinde dem Saarland zugeschlagen; es lag damit bis 1957 im Ausland. Da die Pfarrstelle in Züsch ab Mitte der 1970er Jahre nicht mehr mit einem hauptamtlichen Pfarrer besetzt werden konnte, wurde sie zuerst von Hermeskeil aus mitbetreut. 1998 fusionierten die beiden Gemeinde und erhielten dafür zwei volle Pfarrstellen. Heute zählt der Pfarrbezirk 2500 Gemeindemitglieder, davon 200 in Züsch und 800 im Saarland.

## Architektur und Baugeschichte

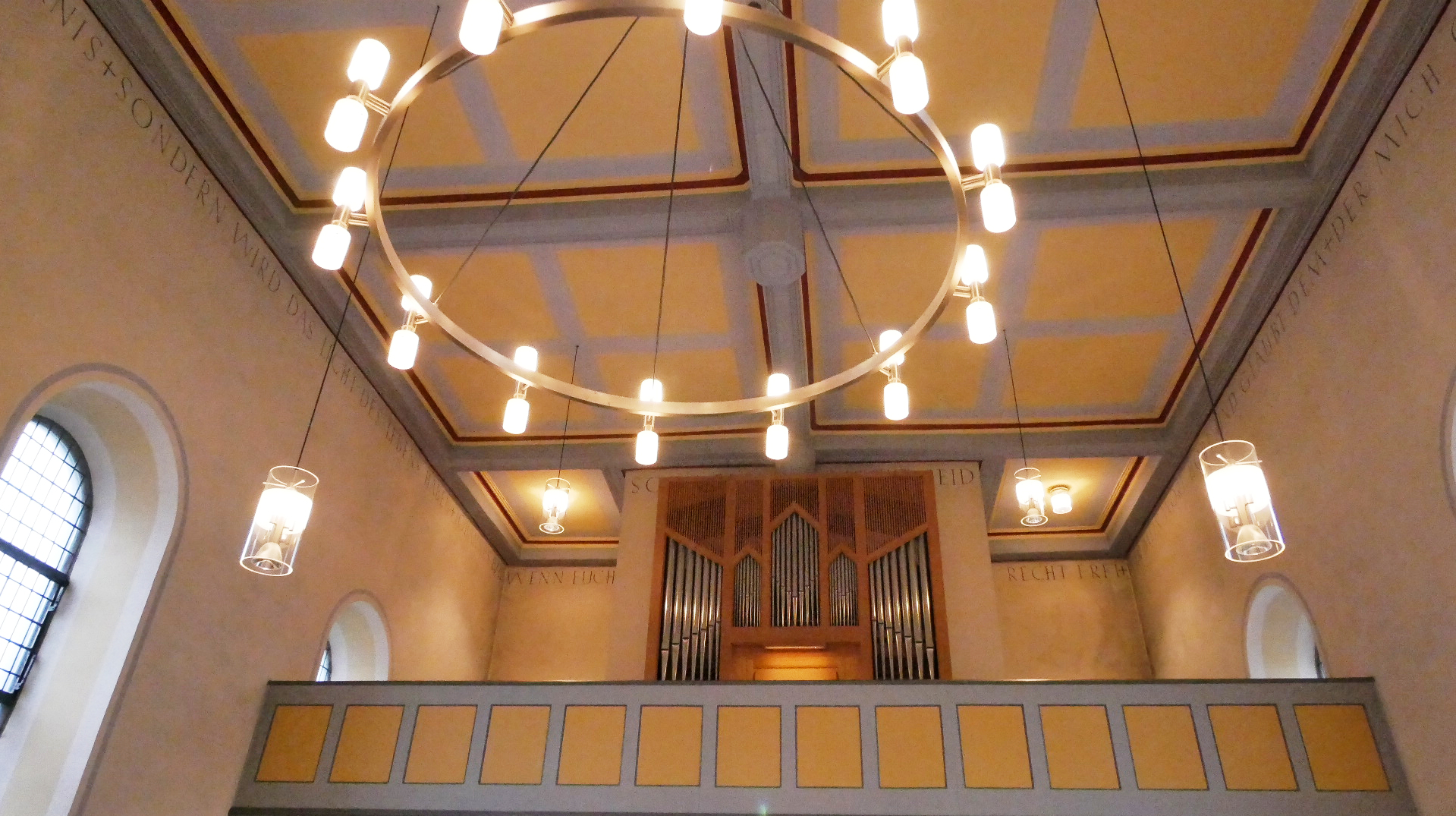
Decke und Leuchter

Die Kirche ist ein kleiner, klassizistischer Saal mit einbezogenem Westturm, bezeichnet 1853. Im Turm hängen drei Gussstahlglocken, das älteste Stahlgeläut Deutschlands. 
Die Kirche wurde in über 150 Jahren mehrfach renoviert, um sie der wachsenden Gemeinde und veränderten liturgischen Bedürfnissen anzupassen: Die Kirche erhielt eine Orgelempore, einen Sakristeianbau, die Kirchenfenster wurden verändert und zwei Glasfenster wurden mit biblischen Motiven des Malers Jakob Schwarzkopf (1926–2001) gestaltet. Bei der letzten Renovierung 2001/2002 wurde die Kirche außen mit einem Farbkonzept in hellem Beige, zartem Gelb und zwei Grautönen neu gefasst, das den menschenfreundlichen und zugewandten Gott symbolisiert. Im Inneren wurde die dunkle Holzdecke aus den 1970er-Jahren entfernt. Dadurch wurden die hellen klassizistischen Kassetten wieder sichtbar. Der Kirchenraum wurde modern gestaltet. Statt Kirchenbänken kann die Bestuhlung aus einzelnen Stühlen flexibel angeordnet werden.

## Orgel
Die Orgel erhielt 1961 eine gebraucht gekauftes Orgelpositiv aus der Orgelbauwerkstatt Oberlinger aus Windesheim bei Bad Kreuznach. Dieses fand 1994 einen neuen Standort in der Kirche in der ebenfalls zur Kirchengemeinde gehörenden Kirche in Mariahütte und wurde durch eine neue Orgel des Orgelbauers Kurt Lifart aus Kriens in der Schweiz ersetzt.

## Glocken
Im Turm hängen drei Gussstahlglocken, das älteste Gussstahlgeläut Deutschlands. Die Glocken wurden 1853 in der Gußstahlfabrik Mayer & Kühne, Bochum gegossen. Aus dem Jahr 1853 existieren in Deutschland nur noch zwei weitere Gußstahlgeläute des gleichen Herstellers in der Evangelischen Kirche Leverkusen-Schlebusch und in der St. Leonardskirche in Koldenbüttel / Nordfriesland. Anfangs war die Glocken mit herkömmlichen Kronenhenkeln befestigt. Heute hängen sie in einem Stahlglockenstuhl an gekröpften Jochen. Sie sind in einem Dur-Dreiklang gestimmt: Glocke 1: Totenglocke a1; Glocke 2: Vater-Unser-Glocke cis2; Glocke 3: Taufglocke e2. Die Glocken sind heute verrostet. Dies hat aber keine negative Auswirkungen auf den Klang.